# 작업복

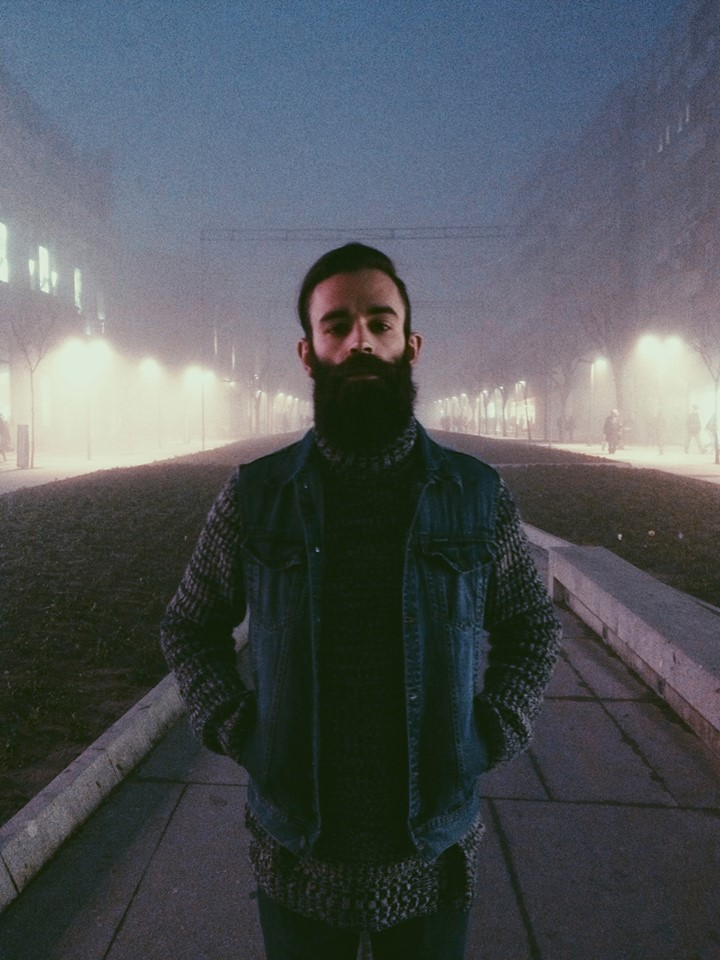
작업복을 입은 남자

작업복(作業服,work wear) 또는 워크웨어는 다양한 작업 노동을 할 때 입는 옷 전반을 의미한다. 회사 · 공장 등 유니폼으로 지정되어 있는 경우도 있으며, 폴리에스테르 소재에서 재생 페트병 섬유가 사용되기도 한다.

## 워크웨어룩
워크웨어룩(work wear look)은 복장 스타일로 기능성과 실용성이 강한 작업복의 이미지를 반영한 옷차림이다. 청바지, 점퍼, 커버올스 따위를 이용한다. 주요 재질로는 예전에는 데님과 가죽이 많이 사용되었다.

## 청바지
| |
| 리바이스의 청바지 501은 초창기 워크웨어로 유명하다. 특히 갈색과청색의 배색을 안배하는 질기고 두꺼운 데님(청색)과 갈색의 가죽패치및 실(stitchwork) 그리고 징은 기능성뿐만아니라 시각디자인면에서도 선구적이다. |

## 레드윙
워크웨어의 전통을 가지고있는 레드윙 작업화 스타일의 신발
|                                                                  |
| 레드윙 워크웨어 부츠 -아이언레이저(iron Range) 8115(브라운 가죽) |

## 멜빵바지
한편 디키즈 멜빵바지인  오버롤 데님 294 청바지도 잘 알려져있다.

## 같이 보기
- 사파리 재킷

## 관련 브랜드
- 리바이스
- 디키즈
- 벤 데이비스 (의류)
- 레드윙
- 팀버랜드
- 칼하트